# Dioscorea membranacea
Dioscorea membranacea là một loài thực vật có hoa trong họ Dioscoreaceae. Loài này được Pierre ex Prain & Burkill mô tả khoa học đầu tiên năm 1914.